# Günay Ağakişiyeva
Günay Ağakişiyeva (ur. 5 grudnia 1990) – azerska zawodniczka taekwondo, brązowa medalistka mistrzostw Europy, srebrna medalistka igrzysk solidarności islamskiej, mistrzyni Azerbejdżanu z 2015 roku.
W lipcu 2011 roku w Baku wystąpiła w światowym turnieju kwalifikacyjnym do igrzysk olimpijskich w Londynie, jednak nie wywalczyła kwalifikacji olimpijskiej – już w pierwszym pojedynku przegrała z Andreą Paoli. O kwalifikację starała się również w turnieju europejskim w 2012 roku w Kazaniu, jednak również bez sukcesu. W 1/16 finału pokonała Sonyę McConnell, ale w kolejnej rundzie uległa Marlene Harnois. 
We wrześniu 2013 roku zdobyła srebrny medal igrzysk solidarności islamskiej w Palembang w kategorii do 57 kg.
W 2005 roku wystąpiła na mistrzostwach Europy w Rydze i odpadła w 1/8 finału, po przegranej z Celine Bonetti. W mistrzostwach kontynentu uczestniczyła jeszcze sześciokrotnie. W maju 2014 roku zdobyła brązowy medal mistrzostw Europy w Baku. W pozostałych startach dwukrotnie dotarła do ćwierćfinałów – w 2008 i 2009 roku, a trzykrotnie odpadła w 1/8 finału w 2007, 2010 i 2012 roku.
Trzykrotnie wystartowała w mistrzostwach świata. W 2011 roku w Gyeongju dotarła do 1/8 finału, w 2013 w Puebli do ćwierćfinału, a w 2015 w Czelabińsku odpadła w 1/16 finału. 
W czerwcu 2015 roku wystąpiła w igrzyskach europejskich w Baku. Odpadła jednak w 1/8 finału, przegrywając z Draganą Gladović.
W grudniu 2015 roku została mistrzynią Azerbejdżanu w kategorii do 62 kg.
Przed karierą seniorską, w 2005 roku w Baku została młodzieżową wicemistrzynią Europy w kategorii do 59 kg. Ponadto brała udział w młodzieżowych mistrzostwach świata w 2006 roku i Europy w 2007 roku oraz w mistrzostwach Europy juniorów w 2009 roku, jednak bez sukcesów.